# Halltal
Halltal là một đô thị thuộc huyện Bruck an der Mur thuộc bang Steiermark, nước Áo. Đô thị Halltal có diện tích 74,48 km², dân số thời điểm cuối năm 2005 là 339 người.